# 2011年のWTAツアー
2011年のWTAツアーは2011年のWTAツアーの日程と決勝結果である。

## 日程
2011年WTAカレンダーより作成
| グランドスラム                        |
| WTAツアー選手権                       |
| プレミア・マンダトリー                |
| プレミア5                             |
| WTAトーナメント・オブ・チャンピオンズ |
| プレミア                              |
| インターナショナル                    |
| チームイベント                        |

| 日時            | 大会名 | 優勝者                                                          | 準優勝者                                                             | 試合結果 （スコア） |
| --------------- | --- | --------------------------------------------------------------- | -------------------------------------------------------------------- | ------------------- |
| 1月3日          | ホップマンカップ パース 男女混合国別対抗戦 - ハード (室内) - 8チーム (RR)                                                | アメリカ合衆国                                                  | ベルギー                                                             | 2-1                 |
| 1月3日          | ブリスベン国際 ブリスベン $220,000 - ハード - 32S/32Q/16D                                                                | ペトラ・クビトバ                                                | アンドレア・ペトコビッチ                                             | 6–1, 6–3            |
| 1月3日          | ブリスベン国際 ブリスベン $220,000 - ハード - 32S/32Q/16D                                                                | アリサ・クレイバノワ アナスタシア・パブリュチェンコワ           | クラウディア・ヤンス アリシア・ロソルスカ                            | 6–3, 7–5            |
| 1月3日          | ASBクラシック オークランド $220,000 - ハード - 32S/32Q/16D                                                               | グレタ・アルン                                                  | ヤニナ・ウィックマイヤー                                             | 6–3, 6–3            |
| 1月3日          | ASBクラシック オークランド $220,000 - ハード - 32S/32Q/16D                                                               | クベタ・ペシュケ カタリナ・スレボトニク                         | ソフィア・アルビドソン マリーナ・エラコビッチ                        | 6–3, 6–0            |
| 1月10日         | メディバンク国際 シドニー $618,000 - ハード - 30S/48Q/16D                                                                | 李娜                                                            | キム・クライシュテルス                                               | 7–6(3), 6–3         |
| 1月10日         | メディバンク国際 シドニー $618,000 - ハード - 30S/48Q/16D                                                                | イベタ・ベネソバ バルボラ・ザフラボバ・ストリコバ               | クベタ・ペシュケ カタリナ・スレボトニク                              | 4–6, 6–4, [10–7]    |
| 1月10日         | モーリラ・ホバート国際 ホバート $220,000 - ハード - 32S/32Q/16D                                                          | ヤルミラ・グロート                                              | ベサニー・マテック＝サンズ                                           | 6–4, 6–3            |
| 1月10日         | モーリラ・ホバート国際 ホバート $220,000 - ハード - 32S/32Q/16D                                                          | サラ・エラニ ロベルタ・ビンチ                                   | カテリナ・ボンダレンコ リガ・デクメイエレ                            | 6–3, 7–5            |
| 1月17日 1月24日 | 全豪オープン メルボルン $9,264,098 - ハード 128S/96Q/64D/32X シングルス – ダブルス – 混合ダブルス                        | キム・クライシュテルス                                          | 李娜                                                                 | 3–6, 6–3, 6–3       |
| 1月17日 1月24日 | 全豪オープン メルボルン $9,264,098 - ハード 128S/96Q/64D/32X シングルス – ダブルス – 混合ダブルス                        | ヒセラ・ドゥルコ フラビア・ペンネッタ                           | ビクトリア・アザレンカ マリア・キリレンコ                            | 2–6, 7–5, 6–1       |
| 1月17日 1月24日 | 全豪オープン メルボルン $9,264,098 - ハード 128S/96Q/64D/32X シングルス – ダブルス – 混合ダブルス                        | カタリナ・スレボトニク ダニエル・ネスター                       | 詹詠然 ポール・ハンリー                                              | 6–3, 3–6, [10–7]    |
| 1月31日         | フェドカップ1回戦 ホバート - ハード モスクワ - ハード (室内) ブラチスラヴァ - ハード (室内) アントワープ - ハード (室内) | 勝利チーム · イタリア · ロシア · チェコ · ベルギー              | 敗退チーム · オーストラリア · フランス · スロバキア · アメリカ合衆国 | 4–1 3–2 4–1         |
| 2月7日          | GDFスエズ・オープン パリ $618,000 - ハード (室内) - 30S/32Q/16D                                                          | ペトラ・クビトバ                                                | キム・クライシュテルス                                               | 6–4, 6–3            |
| 2月7日          | GDFスエズ・オープン パリ $618,000 - ハード (室内) - 30S/32Q/16D                                                          | ベサニー・マテック＝サンズ メガン・ショーネシー                 | ベラ・ドゥシェビナ エカテリーナ・マカロワ                            | 6–4, 6–2            |
| 2月7日          | PTTパタヤ・オープン パタヤ $220,000 - ハード - 32S/16Q/16D                                                               | ダニエラ・ハンチュコバ                                          | サラ・エラニ                                                         | 6–0, 6–2            |
| 2月7日          | PTTパタヤ・オープン パタヤ $220,000 - ハード - 32S/16Q/16D                                                               | サラ・エラニ ロベルタ・ビンチ                                   | 孫勝男 鄭潔                                                          | 3–6, 6–3, [10–5]    |
| 2月14日         | ドバイ・テニス選手権 ドバイ $2,050,000 - ハード - 56S/32Q/28D                                                            | キャロライン・ウォズニアッキ                                    | スベトラーナ・クズネツォワ                                           | 6–1, 6–3            |
| 2月14日         | ドバイ・テニス選手権 ドバイ $2,050,000 - ハード - 56S/32Q/28D                                                            | リーゼル・フーバー マリア・ホセ・マルティネス・サンチェス       | クベタ・ペシュケ カタリナ・スレボトニク                              | 7–6(5), 6–3         |
| 2月14日         | セルラー・サウス・カップ メンフィス $220,000 - ハード (室内) - 32S/16Q/16D                                               | マグダレナ・リバリコバ                                          | レベッカ・マリーノ                                                   | 6-2, 途中棄権       |
| 2月14日         | セルラー・サウス・カップ メンフィス $220,000 - ハード (室内) - 32S/16Q/16D                                               | オリガ・ゴボツォワ アーラ・クドゥリャフツェワ                   | アンドレア・フラバーチコバ ルーシー・ハラデツカ                      | 6–3, 4–6, [10–8]    |
| 2月14日         | ソニー・エリクソン・コルサニータス杯 ボゴタ $220,000 - クレー - 32S/32Q/16D                                              | ルルド・ドミンゲス・リノ                                        | マチルド・ヨハンソン                                                 | 2–6, 6–3, 6–2       |
| 2月14日         | ソニー・エリクソン・コルサニータス杯 ボゴタ $220,000 - クレー - 32S/32Q/16D                                              | エディナ・ガロビッツ＝ホール アナベル・メディナ・ガリゲス       | シャロン・フィッチマン ローラ・ポウス・ティオ                        | 2–6, 7–6(6), [11–9] |
| 2月21日         | カタール・トータル・オープン ドーハ $721,000 - ハード - 28S/32Q/16D                                                      | ベラ・ズボナレワ                                                | キャロライン・ウォズニアッキ                                         | 6–4, 6–4            |
| 2月21日         | カタール・トータル・オープン ドーハ $721,000 - ハード - 28S/32Q/16D                                                      | クベタ・ペシュケ カタリナ・スレボトニク                         | リーゼル・フーバー ナディア・ペトロワ                                | 7–5, 6–7(2), [10–8] |
| 2月21日         | アビエルト・メキシコ・テルセル アカプルコ $220,000 - クレー - 32S/32Q/16D                                                | ヒセラ・ドゥルコ                                                | アランチャ・パラ・サントンハ                                         | 6–3, 7–6(5)         |
| 2月21日         | アビエルト・メキシコ・テルセル アカプルコ $220,000 - クレー - 32S/32Q/16D                                                | マリヤ・コリツェワ イオアナ・ラルカ・オラル                     | ルルド・ドミンゲス・リノ アランチャ・パラ・サントンハ                | 3–6, 6–1, [10–4]    |
| 2月28日         | モンテレイ・オープン モンテレイ $220,000 - ハード - 32S/32Q/16D                                                          | アナスタシア・パブリュチェンコワ                                | エレナ・ヤンコビッチ                                                 | 2–6, 6–2, 6–3       |
| 2月28日         | モンテレイ・オープン モンテレイ $220,000 - ハード - 32S/32Q/16D                                                          | イベタ・ベネソバ バルボラ・ザフラボバ・ストリコバ               | アンナ＝レナ・グローネフェルト バニア・キング                        | 6–7(8), 6–2, [10–6] |
| 2月28日         | WTAマレーシア・オープン クアラルンプール $220,000 - ハード - 32S/32Q/16D                                                 | エレナ・ドキッチ                                                | ルーシー・サファロバ                                                 | 2–6, 7–6(9), 6–4    |
| 2月28日         | WTAマレーシア・オープン クアラルンプール $220,000 - ハード - 32S/32Q/16D                                                 | ディナラ・サフィナ ガリナ・ボスコボワ                           | ノッパワン・ラトチェワカーン ジェシカ・ムーア                        | 7–5, 2–6, [10–5]    |
| 3月7日 3月14日  | BNPパリバ・オープン インディアンウェルズ $4,500,000 - ハード - 96S/48Q/32D                                               | キャロライン・ウォズニアッキ                                    | マリオン・バルトリ                                                   | 6–1, 2–6, 6–3       |
| 3月7日 3月14日  | BNPパリバ・オープン インディアンウェルズ $4,500,000 - ハード - 96S/48Q/32D                                               | サニア・ミルザ エレーナ・ベスニナ                               | ベサニー・マテック＝サンズ メガン・ショーネシー                      | 6–0, 7–5            |
| 3月21日 3月28日 | ソニー・エリクソン・オープン マイアミ $4,500,000 - ハード - 96S/48Q/32D                                                  | ビクトリア・アザレンカ                                          | マリア・シャラポワ                                                   | 6–1, 6–4            |
| 3月21日 3月28日 | ソニー・エリクソン・オープン マイアミ $4,500,000 - ハード - 96S/48Q/32D                                                  | ダニエラ・ハンチュコバ アグニエシュカ・ラドワンスカ             | リーゼル・フーバー ナディア・ペトロワ                                | 7–6(5), 2–6, [10–8] |
| 4月4日          | ファミリー・サークル・カップ チャールストン $721,000 - クレー - 56S/32Q/16D                                              | キャロライン・ウォズニアッキ                                    | エレーナ・ベスニナ                                                   | 6–2, 6–3            |
| 4月4日          | ファミリー・サークル・カップ チャールストン $721,000 - クレー - 56S/32Q/16D                                              | サニア・ミルザ エレーナ・ベスニナ                               | ベサニー・マテック＝サンズ メガン・ショーネシー                      | 6–4, 6–4            |
| 4月4日          | アンダルシア・テニス・エクスペリエンス マルベーリャ $220,000 - クレー - 32S/32Q/16D                                      | ビクトリア・アザレンカ                                          | イリーナ＝カメリア・ベグ                                             | 6–3, 6–2            |
| 4月4日          | アンダルシア・テニス・エクスペリエンス マルベーリャ $220,000 - クレー - 32S/32Q/16D                                      | ヌリア・リャゴステラ・ビベス アランチャ・パラ・サントンハ       | サラ・エラニ ロベルタ・ビンチ                                        | 3–6, 6–4, [10–5]    |
| 4月11日         | フェドカップ準決勝 モスクワ - ハード (室内) シャルルロワ - ハード (室内)                                                 | 勝利チーム · ロシア · チェコ                                    | 敗退チーム · イタリア · ベルギー                                     | 5–0 3–2             |
| 4月18日         | ポルシェ・テニス・グランプリ シュトゥットガルト $721,000 - クレー - 28S/32Q/16D                                          | ユリア・ゲルゲス                                                | キャロライン・ウォズニアッキ                                         | 7–6(3), 6–3         |
| 4月18日         | ポルシェ・テニス・グランプリ シュトゥットガルト $721,000 - クレー - 28S/32Q/16D                                          | ザビーネ・リシキ サマンサ・ストーサー                           | クリスティナ・バロイス ジャスミン・ヴェール                          | 6–1, 7–6(5)         |
| 4月18日         | SARラ・プリンセス・ラーラ・メリヤム・グランプリ フェズ $220,000 - クレー - 32S/32Q/16D                                   | アルベルタ・ブリアンティ                                        | シモナ・ハレプ                                                       | 6–4, 6–3            |
| 4月18日         | SARラ・プリンセス・ラーラ・メリヤム・グランプリ フェズ $220,000 - クレー - 32S/32Q/16D                                   | アンドレア・フラバーチコバ レナタ・ボラコバ                     | ニーナ・ブラチコワ サンドラ・クレメンシッツ                          | 6–3, 6–4            |
| 4月25日         | バルセロナ・レディース・オープン バルセロナ $220,000 - クレー - 32S/16Q/16D                                              | ロベルタ・ビンチ                                                | ルーシー・ハラデツカ                                                 | 4–6, 6–2, 6–2       |
| 4月25日         | バルセロナ・レディース・オープン バルセロナ $220,000 - クレー - 32S/16Q/16D                                              | イベタ・ベネソバ バルボラ・ザフラボバ・ストリコバ               | ナタリー・グランディン ブラディミラ・ウーリロバ                      | 5–7, 6–4, [11–9]    |
| 4月25日         | エストリル・オープン エストリル $220,000 - クレー - 32S/32Q/16D                                                          | アナベル・メディナ・ガリゲス                                    | クリスティナ・バロイス                                               | 6–1, 6–2            |
| 4月25日         | エストリル・オープン エストリル $220,000 - クレー - 32S/32Q/16D                                                          | アリサ・クレイバノワ ガリナ・ボスコボワ                         | エレニ・ダニリドゥ ミハエラ・クライチェク                            | 6–4, 6–2            |
| 5月2日          | ムチュア・マドリレーニャ・オープン マドリード $4,500,000 - クレー - 64S/32Q/28D                                          | ペトラ・クビトバ                                                | ビクトリア・アザレンカ                                               | 7–6(3), 6–4         |
| 5月2日          | ムチュア・マドリレーニャ・オープン マドリード $4,500,000 - クレー - 64S/32Q/28D                                          | ビクトリア・アザレンカ マリア・キリレンコ                       | クベタ・ペシュケ カタリナ・スレボトニク                              | 6–4, 6–3            |
| 5月9日          | BNLイタリア国際 ローマ $2,050,000 - クレー - 56S/32Q/28D                                                                 | マリア・シャラポワ                                              | サマンサ・ストーサー                                                 | 6–2, 6–4            |
| 5月9日          | BNLイタリア国際 ローマ $2,050,000 - クレー - 56S/32Q/28D                                                                 | 彭帥 鄭潔                                                       | バニア・キング ヤロスラワ・シュウェドワ                              | 6–2, 6–3            |
| 5月16日         | ブリュッセル・オープン ブリュッセル $618,000 - クレー - 30S/32Q/16D                                                      | キャロライン・ウォズニアッキ                                    | 彭帥                                                                 | 2–6, 6–3, 6–3       |
| 5月16日         | ブリュッセル・オープン ブリュッセル $618,000 - クレー - 30S/32Q/16D                                                      | アンドレア・フラバーチコバ ガリナ・ボスコボワ                   | クラウディア・ヤンス アリシア・ロソルスカ                            | 3–6, 6–0, [10–5]    |
| 5月16日         | ストラスブール国際 ストラスブール $220,000 - クレー - 32S/32Q/16D                                                        | アンドレア・ペトコビッチ                                        | マリオン・バルトリ                                                   | 6–4, 1–0 途中棄権   |
| 5月16日         | ストラスブール国際 ストラスブール $220,000 - クレー - 32S/32Q/16D                                                        | アクグル・アマンムラドワ 荘佳容                                 | ナタリー・グランディン ブラディミラ・ウーリロバ                      | 6–4, 5–7, [10–2]    |
| 5月23日 5月30日 | 全仏オープン パリ $9,938,926 - クレー 128S/96Q/64D/32X シングルス – ダブルス – 混合ダブルス                              | 李娜                                                            | フランチェスカ・スキアボーネ                                         | 6-4, 7-6(0)         |
| 5月23日 5月30日 | 全仏オープン パリ $9,938,926 - クレー 128S/96Q/64D/32X シングルス – ダブルス – 混合ダブルス                              | アンドレア・フラバーチコバ ルーシー・ハラデツカ                 | サニア・ミルザ エレーナ・ベスニナ                                    | 6–4, 6–3            |
| 5月23日 5月30日 | 全仏オープン パリ $9,938,926 - クレー 128S/96Q/64D/32X シングルス – ダブルス – 混合ダブルス                              | ケーシー・デラクア スコット・リプスキー                         | カタリナ・スレボトニク ネナド・ジモニッチ                            | 7–6(6), 4–6, [10–7] |
| 6月6日          | エイゴン・クラシック バーミンガム $220,000 - 芝 - 56S/32Q/16D                                                            | ザビーネ・リシキ                                                | ダニエラ・ハンチュコバ                                               | 6–3, 6–2            |
| 6月6日          | エイゴン・クラシック バーミンガム $220,000 - 芝 - 56S/32Q/16D                                                            | オリガ・ゴボツォワ アーラ・クドゥリャフツェワ                   | サラ・エラニ ロベルタ・ビンチ                                        | 1–6, 6–1, [10–5]    |
| 6月6日          | デンマーク・オープン コペンハーゲン $220,000 - ハード - 32S/32Q/16D                                                      | キャロライン・ウォズニアッキ                                    | ルーシー・サファロバ                                                 | 6–1, 6–4            |
| 6月6日          | デンマーク・オープン コペンハーゲン $220,000 - ハード - 32S/32Q/16D                                                      | ヨハンナ・ラーション ジャスミン・ヴェール                       | クリスティナ・ムラデノビッチ カタジナ・ピーター                      | 6–3, 6–3            |
| 6月13日         | エイゴン国際 イーストボーン $618,000 - 芝 - 32S/32Q/16D                                                                  | マリオン・バルトリ                                              | ペトラ・クビトバ                                                     | 6–1, 4–6, 7–5       |
| 6月13日         | エイゴン国際 イーストボーン $618,000 - 芝 - 32S/32Q/16D                                                                  | クベタ・ペシュケ カタリナ・スレボトニク                         | リーゼル・フーバー リサ・レイモンド                                  | 6–3, 6–0            |
| 6月13日         | ユニセフ・オープン スヘルトーヘンボス $220,000 - 芝 - 32S/16Q/16D                                                        | ロベルタ・ビンチ                                                | エレナ・ドキッチ                                                     | 6–7(7), 6–3, 7–5    |
| 6月13日         | ユニセフ・オープン スヘルトーヘンボス $220,000 - 芝 - 32S/16Q/16D                                                        | バルボラ・ザフラボバ・ストリコバ クララ・ザコパロバ             | ドミニカ・チブルコバ フラビア・ペンネッタ                            | 1–6, 6–4, [10–7]    |
| 6月20日 6月27日 | ウィンブルドン ロンドン $9,781,631 - 芝 128S/96Q/64D/48X シングルス – ダブルス – 混合ダブルス                            | ペトラ・クビトバ                                                | マリア・シャラポワ                                                   | 6–3, 6–4            |
| 6月20日 6月27日 | ウィンブルドン ロンドン $9,781,631 - 芝 128S/96Q/64D/48X シングルス – ダブルス – 混合ダブルス                            | クベタ・ペシュケ カタリナ・スレボトニク                         | サマンサ・ストーサー ザビーネ・リシキ                                | 6–3, 6–1            |
| 6月20日 6月27日 | ウィンブルドン ロンドン $9,781,631 - 芝 128S/96Q/64D/48X シングルス – ダブルス – 混合ダブルス                            | イベタ・ベネソバ ユルゲン・メルツァー                           | エレーナ・ベスニナ マヘシュ・ブパシ                                  | 6–3, 6–2            |
| 7月4日          | ポリファルベ・ブダペスト・グランプリ ブダペスト $220,000 - クレー - 32S/32Q/16D                                          | ロベルタ・ビンチ                                                | イリーナ＝カメリア・ベグ                                             | 6–4, 1–6, 6–4       |
| 7月4日          | ポリファルベ・ブダペスト・グランプリ ブダペスト $220,000 - クレー - 32S/32Q/16D                                          | アナベル・メディナ・ガリゲス アリシア・ロソルスカ               | ナタリー・グランディン ブラディミラ・ウーリロバ                      | 6–2, 6–2            |
| 7月4日          | スウェーデン・オープン ボースタード $220,000 - クレー - 32S/32Q/16D                                                      | ポロナ・ヘルツォグ                                              | ヨハンナ・ラーション                                                 | 6–4, 7–5            |
| 7月4日          | スウェーデン・オープン ボースタード $220,000 - クレー - 32S/32Q/16D                                                      | ルルド・ドミンゲス・リノ マリア・ホセ・マルティネス・サンチェス | ヌリア・リャゴステラ・ビベス アランチャ・パラ・サントンハ            | 6–3, 6–3            |
| 7月11日         | パレルモ国際 パレルモ $220,000 - クレー - 32S/32Q/16D                                                                    | アナベル・メディナ・ガリゲス                                    | ポロナ・ヘルツォグ                                                   | 6–3, 6–2            |
| 7月11日         | パレルモ国際 パレルモ $220,000 - クレー - 32S/32Q/16D                                                                    | サラ・エラニ ロベルタ・ビンチ                                   | アンドレア・フラバーチコバ クララ・ザコパロバ                        | 7–5, 6–1            |
| 7月11日         | ガシュタイン・レディース バートガシュタイン $220,000 - クレー - 32S/32Q/16D                                              | マリア・ホセ・マルティネス・サンチェス                          | パトリシア・メイヤー＝アッハライトナー                               | 6–0, 7–5            |
| 7月11日         | ガシュタイン・レディース バートガシュタイン $220,000 - クレー - 32S/32Q/16D                                              | エバ・ビルネロバ ルーシー・ハラデツカ                           | ヤルミラ・ガイドソバ ユリア・ゲルゲス                                | 4–6, 6–2, [12–10]   |
| 7月18日         | バクー・カップ バクー $220,000 - ハード - 32S/32Q/16D                                                                    | ベラ・ズボナレワ                                                | クセーニャ・ペルバク                                                 | 6–1, 6–4            |
| 7月18日         | バクー・カップ バクー $220,000 - ハード - 32S/32Q/16D                                                                    | マリヤ・コリツェワ タチアナ・ポウチェク                         | モニカ・ニクレスク ガリナ・ボスコボワ                                | 6–3, 2–6, [10–8]    |
| 7月25日         | バンク・オブ・ウエスト・クラシック スタンフォード $721,000 - ハード - 28S/32Q/16D                                        | セリーナ・ウィリアムズ                                          | マリオン・バルトリ                                                   | 7–5, 6–1            |
| 7月25日         | バンク・オブ・ウエスト・クラシック スタンフォード $721,000 - ハード - 28S/32Q/16D                                        | ビクトリア・アザレンカ マリア・キリレンコ                       | リーゼル・フーバー リサ・レイモンド                                  | 6–1, 6–3            |
| 7月25日         | シティ・オープン カレッジパーク $220,000 - ハード - 32S/32Q/16D                                                          | ナディア・ペトロワ                                              | シャハー・ピアー                                                     | 7–5, 6–2            |
| 7月25日         | シティ・オープン カレッジパーク $220,000 - ハード - 32S/32Q/16D                                                          | サニア・ミルザ ヤロスラワ・シュウェドワ                         | オリガ・ゴボツォワ アーラ・クドゥリャフツェワ                        | 6–3, 6–3            |
| 8月1日          | マーキュリー・インシュアランス・オープン カールスバッド $721,000 - ハード - 56S/32Q/16D                                  | アグニエシュカ・ラドワンスカ                                    | ベラ・ズボナレワ                                                     | 6–3, 6–4            |
| 8月1日          | マーキュリー・インシュアランス・オープン カールスバッド $721,000 - ハード - 56S/32Q/16D                                  | クベタ・ペシュケ カタリナ・スレボトニク                         | ラケル・コップス＝ジョーンズ アビゲイル・スピアーズ                  | 6-0, 6-2            |
| 8月8日          | ロジャーズ・カップ トロント $2,050,000 - ハード - 56S/48Q/28D                                                            | セリーナ・ウィリアムズ                                          | サマンサ・ストーサー                                                 | 6–4, 6–2            |
| 8月8日          | ロジャーズ・カップ トロント $2,050,000 - ハード - 56S/48Q/28D                                                            | リーゼル・フーバー リサ・レイモンド                             | ビクトリア・アザレンカ マリア・キリレンコ                            | 不戦勝              |
| 8月15日         | WSファイナンシャル・グループ女子オープン シンシナティ $2,050,000 - ハード - 56S/48Q/28D                                  | マリア・シャラポワ                                              | エレナ・ヤンコビッチ                                                 | 4–6, 7–6(3), 6–3    |
| 8月15日         | WSファイナンシャル・グループ女子オープン シンシナティ $2,050,000 - ハード - 56S/48Q/28D                                  | バニア・キング ヤロスラワ・シュウェドワ                         | ナタリー・グランディン ブラディミラ・ウーリロバ                      | 6–4, 3–6, [11–9]    |
| 8月22日         | パイロット・ペン・テニス ニューヘイブン $618,000 - ハード - 28S/32Q/16D                                                  | キャロライン・ウォズニアッキ                                    | ペトラ・チェトコフスカ                                               | 6–4, 6–1            |
| 8月22日         | パイロット・ペン・テニス ニューヘイブン $618,000 - ハード - 28S/32Q/16D                                                  | 荘佳容 オリガ・ゴボツォワ                                       | サラ・エラニ ロベルタ・ビンチ                                        | 7–5, 6–2            |
| 8月22日         | テキサス・テニス・オープン ダラス $220,000 - ハード - 32S/32Q/12D                                                        | ザビーネ・リシキ                                                | アラバン・レザイ                                                     | 6–2, 6–1            |
| 8月22日         | テキサス・テニス・オープン ダラス $220,000 - ハード - 32S/32Q/12D                                                        | アルベルタ・ブリアンティ ソラナ・チルステア                     | アリーゼ・コルネ ポーリーン・パルマンティエ                          | 7–5, 6–3            |
| 8月29日 9月5日  | 全米オープン ニューヨーク $11,018,000 - ハード 128S/128Q/64D/32X シングルス – ダブルス – 混合ダブルス                    | サマンサ・ストーサー                                            | セリーナ・ウィリアムズ                                               | 6–2, 6–3            |
| 8月29日 9月5日  | 全米オープン ニューヨーク $11,018,000 - ハード 128S/128Q/64D/32X シングルス – ダブルス – 混合ダブルス                    | リーゼル・フーバー リサ・レイモンド                             | バニア・キング ヤロスラワ・シュウェドワ                              | 4-6, 7-6(5), 7-6(3) |
| 8月29日 9月5日  | 全米オープン ニューヨーク $11,018,000 - ハード 128S/128Q/64D/32X シングルス – ダブルス – 混合ダブルス                    | メラニー・ウダン ジャック・ソック                               | ヒセラ・ドゥルコ エドゥアルド・シュワンク                            | 7–6(4), 4–6, [10–8] |
| 9月12日         | タシケント・オープン タシケント $220,000 - ハード - 32S/32Q/16D                                                          | クセーニャ・ペルバク                                            | エバ・ビルネロバ                                                     | 6–3, 6–1            |
| 9月12日         | タシケント・オープン タシケント $220,000 - ハード - 32S/32Q/16D                                                          | エレニ・ダニリドゥ ビタリア・ディアチェンコ                     | リュドミラ・キチェノク ナディヤ・キチェノク                          | 6–4, 6–3            |
| 9月12日         | ベル・チャレンジ ケベックシティ $220,000 - ハード (室内) - 32S/32Q/16D                                                   | バルボラ・ザフラボバ・ストリコバ                                | マリーナ・エラコビッチ                                               | 4–6, 6–1, 6–0       |
| 9月12日         | ベル・チャレンジ ケベックシティ $220,000 - ハード (室内) - 32S/32Q/16D                                                   | ラケル・コップス＝ジョーンズ アビゲイル・スピアーズ             | ジェイミー・ハンプトン アンナ・タチシビリ                            | 6–1, 3–6, [10–6]    |
| 9月19日         | ハンソル韓国オープン ソウル $220,000 - ハード - 32S/32Q/16D                                                              | マリア・ホセ・マルティネス・サンチェス                          | ガリナ・ボスコボワ                                                   | 7–6(0), 7–6(2)      |
| 9月19日         | ハンソル韓国オープン ソウル $220,000 - ハード - 32S/32Q/16D                                                              | ナタリー・グランディン ブラディミラ・ウーリロバ                 | ベラ・ドゥシェビナ ガリナ・ボスコボワ                                | 7–6(5), 6–4         |
| 9月19日         | 広州国際女子オープン 広州 $220,000 - ハード - 32S/32Q/16D                                                                | シャネル・シェパーズ                                            | マグダレナ・リバリコバ                                               | 6–2, 6–2            |
| 9月19日         | 広州国際女子オープン 広州 $220,000 - ハード - 32S/32Q/16D                                                                | 謝淑薇 鄭賽賽                                                   | 詹謹瑋 韓馨蘊                                                        | 6–2, 6–1            |
| 9月26日         | 東レ・パンパシフィック・オープン 東京 $2,050,000 - ハード - 56S/32Q/16D                                                  | アグニエシュカ・ラドワンスカ                                    | ベラ・ズボナレワ                                                     | 6–3, 6–2            |
| 9月26日         | 東レ・パンパシフィック・オープン 東京 $2,050,000 - ハード - 56S/32Q/16D                                                  | リーゼル・フーバー リサ・レイモンド                             | ヒセラ・ドゥルコ フラビア・ペンネッタ                                | 7–6(4), 0–6, [10–6] |
| 10月3日         | チャイナ・オープン 北京 $4,500,000 - ハード - 60S/32Q/28D                                                                | アグニエシュカ・ラドワンスカ                                    | アンドレア・ペトコビッチ                                             | 7–5, 0–6, 6–4       |
| 10月3日         | チャイナ・オープン 北京 $4,500,000 - ハード - 60S/32Q/28D                                                                | クベタ・ペシュケ カタリナ・スレボトニク                         | ヒセラ・ドゥルコ フラビア・ペンネッタ                                | 6–3, 6–4            |
| 10月10日        | ジェネラーリ・レディース・リンツ リンツ $220,000 - ハード (室内) - 32S/32Q/16D                                           | ペトラ・クビトバ                                                | ドミニカ・チブルコバ                                                 | 6–4, 6–1            |
| 10月10日        | ジェネラーリ・レディース・リンツ リンツ $220,000 - ハード (室内) - 32S/32Q/16D                                           | マリーナ・エラコビッチ エレーナ・ベスニナ                       | ユリア・ゲルゲス アンナ＝レナ・グローネフェルト                      | 7–5, 6–1            |
| 10月10日        | HP・オープン 大阪 $220,000 - ハード - 32S/32Q/16D                                                                        | マリオン・バルトリ                                              | サマンサ・ストーサー                                                 | 6–3, 6–1            |
| 10月10日        | HP・オープン 大阪 $220,000 - ハード - 32S/32Q/16D                                                                        | クルム伊達公子 張帥                                             | バニア・キング ヤロスラワ・シュウェドワ                              | 7–5, 3–6, [11–9]    |
| 10月17日        | クレムリン・カップ モスクワ $721,000 - ハード (室内) - 28S/32Q/16D                                                       | ドミニカ・チブルコバ                                            | カイア・カネピ                                                       | 3–6, 7–6(1), 7–5    |
| 10月17日        | クレムリン・カップ モスクワ $721,000 - ハード (室内) - 28S/32Q/16D                                                       | バニア・キング ヤロスラワ・シュウェドワ                         | アナスタシア・ロディオノワ ガリナ・ボスコボワ                        | 7–6(3), 6–3         |
| 10月17日        | BGLルクセンブルク・オープン ルクセンブルク $220,000 - ハード (室内) - 32S/32Q/16D                                        | ビクトリア・アザレンカ                                          | モニカ・ニクレスク                                                   | 6–2, 6–2            |
| 10月17日        | BGLルクセンブルク・オープン ルクセンブルク $220,000 - ハード (室内) - 32S/32Q/16D                                        | イベタ・ベネソバ バルボラ・ザフラボバ・ストリコバ               | ルーシー・ハラデツカ エカテリーナ・マカロワ                          | 7–5, 6–3            |
| 10月24日        | TEB・BNPパリバ・WTAチャンピオンシップ イスタンブール $4,900,000 - ハード (室内) - 8S (RR)/4D                             | ペトラ・クビトバ                                                | ビクトリア・アザレンカ                                               | 7–5, 4–6, 6–3       |
| 10月24日        | TEB・BNPパリバ・WTAチャンピオンシップ イスタンブール $4,900,000 - ハード (室内) - 8S (RR)/4D                             | リーゼル・フーバー リサ・レイモンド                             | クベタ・ペシュケ カタリナ・スレボトニク                              | 6–4, 6–4            |
| 10月31日        | コモンウェルス・バンク・トーナメント・オブ・チャンピオンズ バリ $600,000 - ハード (室内) - 8S                            | アナ・イバノビッチ                                              | アナベル・メディナ・ガリゲス                                         | 6–3, 6–0            |
| 10月31日        | フェドカップ決勝 モスクワ - ハード (室内)                                                                                | チェコ                                                          | ロシア                                                               | 3–2                 |

## 2011年最終ランキング
| 順位 | 選手                         | ポイント | 出場数 |
| ---- | ---------------------------- | -------- | ------ |
| 1    | キャロライン・ウォズニアッキ | 7485     | 22     |
| 2    | ペトラ・クビトバ             | 7370     | 19     |
| 3    | ビクトリア・アザレンカ       | 6520     | 21     |
| 4    | マリア・シャラポワ           | 6510     | 15     |
| 5    | 李娜                         | 5720     | 18     |
| 6    | サマンサ・ストーサー         | 5585     | 21     |
| 7    | ベラ・ズボナレワ             | 5535     | 21     |
| 8    | アグニエシュカ・ラドワンスカ | 5250     | 20     |
| 9    | マリオン・バルトリ           | 4710     | 29     |
| 10   | アンドレア・ペトコビッチ     | 4580     | 18     |

| 順位 | 選手                     | ポイント | 出場数 |
| ---- | ------------------------ | -------- | ------ |
| 1    | リーゼル・フーバー       | 9970     | 24     |
| 2    | クベタ・ペシュケ         | 8680     | 21     |
| 2    | カタリナ・スレボトニク   | 8680     | 21     |
| 4    | リサ・レイモンド         | 8295     | 21     |
| 5    | ヤロスラワ・シュウェドワ | 6805     | 19     |
| 6    | バニア・キング           | 6725     | 19     |
| 7    | マリア・キリレンコ       | 6495     | 17     |
| 8    | フラビア・ペンネッタ     | 6135     | 18     |
| 9    | ヒセラ・ドゥルコ         | 6135     | 15     |
| 10   | エレーナ・ベスニナ       | 5225     | 17     |

## 主な引退選手
- マラ・サンタンジェロ
- シビル・バンマー
- タチアナ・ガルビン
- ジュスティーヌ・エナン
- アリシア・モリク
- レネ・スタブス
- カロリナ・スプレム
- メガン・ショーネシー
- マレット・アニ
- 米村知子